# Never Ending Story (сингл)
«Never Ending Story» — четвертий сингл симфонік-метал гурту Within Temptation з їх другого студійного альбому Mother Earth. Сингл був виданий як промо для концертного DVD Mother Earth Tour.

## Відео
Відеокліп до Never Ending Story являє собою відео нарізку із концертів гастрольного туру гурту Mother Earth Tour, багато записів увійшли до однойменного DVD туру.

## Список композицій
1. «Never Ending Story» (Radio Edit) (3:30)
2. «Never Ending Story» (Extended Version) (4:01)